# Miles M.68
El Miles M.68 fue un intento de 1947 de producir un avión de carga en contenedores mediante la modificación del Miles Aerovan. El contenedor o "remolque aéreo" formaba parte del fuselaje pero podía desmontarse y remolcarse por carretera.

## Desarrollo
El Miles M.68, a veces conocido de manera extraoficial como Boxcar, generó un entusiasmo considerable en su lanzamiento en 1947 debido a su novedoso enfoque para el transporte aéreo. La idea clave era embalar la carga en un contenedor con ruedas o "remolque aéreo" que pudiera remolcarse por carretera, pero que pasara a formar parte del fuselaje del avión de carga para el transporte aéreo. Fue posible hacer esto modificando el Miles Aerovan, que tenía un fuselaje convenientemente encapsulado, en gran parte independiente del botalón que soportaba la cola. El M.68 se creó haciendo la cápsula en dos partes, la cabina del piloto delante y un carenado detrás, entre los cuales se podía montar el contenedor.
La envergadura y longitud del M.68 eran las mismas que las del Aerovan. La viga posterior de la cápsula se mantuvo sin cambios, con la misma unidad de cola con tres aletas, una central y dos como placas terminales. Las tres llevaban timones, aunque sólo el central estaba equilibrado por superficie, como en el Aerovan 2. El cono de la cola horizontal lo llevaba el borde de fuga, que tenía elevadores sin equilibrar con compensadores de ajuste. Las alas, como las del Aerovan, eran de pequeño alargamiento, con flaps a lo largo de todo el borde de fuga que no estaba ocupado por los alerones. El M.68 se diferenciaba por tener cuatro motores en lugar de dos, aunque usaba el Blackburn Cirrus Minor II de 67 kW (90 hp) en lugar del Blackburn Cirrus Major 3 de 116 kW (155 hp) el Aerovan, la ganancia neta de potencia era de sólo 37 kW (50 hp) o un 16 %. Con el contenedor en su lugar, el fuselaje de ambos aviones tenía aproximadamente la misma longitud; cuando no se llevaba ningún contenedor, el carenado trasero del M.68 podía adelantarse para acoplarse con el mamparo trasero de la cabina. El contenedor en sí era de 3,05 m de largo por 1,37 m de lado y de alto; podría transportar 725 kg de carga.
El tren de aterrizaje principal fijo del Aerovan estaba fijado a la parte inferior del fuselaje. Dado que en el M.68 la sección equivalente podría no estar presente, se requirió un diseño diferente y el modelo usaba largas patas fijas inclinadas hacia atrás que ascendían a través de los capós internos del motor. Cada uno de ellos llevaba un par de pequeñas ruedas de aterrizaje. La pata de morro fija también era diferente, siendo un poco más corta y con ruedas; la disposición general del tren de aterrizaje mantenía el fondo del contenedor cerca del suelo. También hubo cambios en la cabina, que era menos redondeada y tenía acristalamientos menos generosos que el Aerovan.
Sólo se construyó un M.68, matriculado G-AJJM. Voló por primera vez el 22 de agosto de 1947 y apareció en la feria de Radlett en septiembre de ese año. Antes de volar allí, las aletas exteriores de placa terminal habían sido modificadas significativamente desde la forma de fondo romo del Aerovan a una forma mucho más ancha, simétrica y casi elíptica. Fue desguazado al año siguiente, aunque sus anchas aletas elípticas se utilizaron en el Aerovan 6 con motor Lycoming. El año 1947 fue el último de actividad comercial de Miles Aircraft Ltd, cuyos activos pasaron a manos de Handley Page.

## Especificaciones (M.68)
Referencia datos: Jackson, 1960

### Características generales
- Tripulación: Dos
- Longitud: 11 m (36 ft)
- Envergadura: 15,2 m (50 ft)
- Planta motriz: 4× motor lineal invertido de 4 cilindros refrigerado por aire Blackburn Cirrus Minor II.
  - Potencia: 67 kW (92 HP; 91 CV) cada uno.
- Hélices: 1× bipala de paso fijo por motor.

### Rendimiento
- Velocidad máxima operativa (Vno): 225 km/h (140 MPH; 121 kt)
- Velocidad crucero (Vc): 209 km/h (130 MPH; 113 kt)
- Alcance: 644 km (348 nmi; 400 mi) con carga máxima de 750 kg[1]

## Aeronaves relacionadas

### Desarrollos relacionados
- Miles Aerovan

### Aeronaves similares
- Aero Ae 50
- Boeing L-15 Scout
- I.S.T. XL-15 Tagak
- Auster B.4

### Secuencias de designación
- Secuencia M._ (interna de Miles): ← M.57 - M.60 - M.65 - M.68 - M.69 - M.71 - M.75 →